# LIF (білок)
LIF (англ. LIF, interleukin 6 family cytokine) – білок, який кодується однойменним геном, розташованим у людей на короткому плечі 22-ї хромосоми. Довжина поліпептидного ланцюга білка становить 202 амінокислот, а молекулярна маса — 22 008.
| 10         |  | 20         |  | 30         |  | 40         |  | 50         |
| ---------- |  | ---------- |  | ---------- |  | ---------- |  | ---------- |
| MKVLAAGVVP |  | LLLVLHWKHG |  | AGSPLPITPV |  | NATCAIRHPC |  | HNNLMNQIRS |
| QLAQLNGSAN |  | ALFILYYTAQ |  | GEPFPNNLDK |  | LCGPNVTDFP |  | PFHANGTEKA |
| KLVELYRIVV |  | YLGTSLGNIT |  | RDQKILNPSA |  | LSLHSKLNAT |  | ADILRGLLSN |
| VLCRLCSKYH |  | VGHVDVTYGP |  | DTSGKDVFQK |  | KKLGCQLLGK |  | YKQIIAVLAQ |
| AF         |  |            |  |            |  |            |  |            |

A: Аланін

C: Цистеїн

D: Аспарагінова кислота

E: Глутамінова кислота

F: Фенілаланін

G: Гліцин

H: Гістидин

I: Ізолейцин

K: Лізин

L: Лейцин

M: Метіонін

N: Аспарагін

P: Пролін

Q: Глутамін

R: Аргінін

S: Серин

T: Треонін

V: Валін

W: Триптофан

Кодований геном білок за функціями належить до цитокінів, факторів росту. 
Задіяний у такому біологічному процесі, як альтернативний сплайсинг. 
Секретований назовні.